# Alain Behi
Alain Behi (Abidjan, 1º luglio 1978) è un ex calciatore ivoriano, di ruolo difensore o centrocampista.

## Carriera
Ha giocato nella massima serie dei campionati belga, greco e danese.
A Catania era soprannominato "Test'i piru" per la singolare forma del capo a pera.